# Liegi-Bastogne-Liegi femminile 2021
La Liegi-Bastogne-Liegi femminile 2021, quinta edizione della corsa e valevole come ottava prova dell'UCI Women's World Tour 2021 categoria 1.WWT, si svolse il 25 aprile 2021 su un percorso di 140,9 km, con partenza da Bastogne e arrivo a Liegi, in Belgio. La vittoria fu appannaggio dell'olandese Demi Vollering, la quale completò il percorso in 3h54'31", alla media di 36,049 km/h, precedendo la connazionale Annemiek van Vleuten e l'italiana Elisa Longo Borghini.
Sul traguardo di Liegi 83 cicliste, su 128 partite da Bastogne, portarono a termine la competizione. 

## Squadre e corridori partecipanti
| N.      | Cod. | Squadra                |
| ------- | ---- | ---------------------- |
| 1-6     | SDW  | Team SD Worx           |
| 11-16   | TFS  | Trek-Segafredo         |
| 21-26   | BEX  | Team BikeExchange      |
| 31-36   | JVW  | Jumbo-Visma Women Team |
| 41-46   | CSR  | Canyon-SRAM Racing     |
| 51-56   | ALE  | Alé BTC Ljubljana      |
| 61-66   | ASC  | Andy Schleck-CP NVST   |
| 71-76   | MOV  | Movistar Team Women    |
| 81-86   | LIV  | Liv Racing             |
| 91-96   | FDJ  | FDJ Nouvelle-Aquitaine |
| 101-106 | TIB  | Team Tibco-SVB         |

| N.      | Cod. | Squadra                         |
| ------- | ---- | ------------------------------- |
| 111-116 | WNT  | Ceratizit-WNT Pro Cycling       |
| 121-125 | LSL  | Lotto-Soudal Ladies             |
| 131-136 | VAL  | Valcar-Travel & Service         |
| 141-146 | MNX  | A.R. Monex Women's              |
| 151-156 | DRP  | Drops-Le Col s/b TEMPUR.        |
| 161-166 | ARK  | Arkéa Pro Cycling Team          |
| 171-175 | CGS  | Cogeas-Mettler Pro Cycling Team |
| 181-184 | CCT  | Bingoal Casino-Chevalmeire      |
| 191-194 | DVE  | Doltcini-Van Eyck-Proximus CT   |
| 201-206 | RLW  | Rally Cycling Women             |
| 211-216 | BPK  | BePink                          |

## Ordine d'arrivo (Top 10)
| Pos. | Corridore             | Squadra      | Tempo    |
| ---- | --------------------- | ------------ | -------- |
| 1    | Demi Vollering        | SD Worx      | 3h54'31" |
| 2    | Annem. van Vleuten    | Movistar     | s.t.     |
| 3    | Elisa Longo Borghini  | Trek         | s.t.     |
| 4    | Kat. Niewiadoma       | Canyon       | s.t.     |
| 5    | Anna v. d. Breggen    | SD Worx      | a 2"     |
| 6    | Marianne Vos          | Jumbo        | a 1'27"  |
| 7    | Ashleigh Moolman      | SD Worx      | s.t.     |
| 8    | Cecilie Uttrup Ludwig | FDJ          | s.t.     |
| 9    | Lucinda Brand         | Trek         | a 1'59"  |
| 10   | Amanda Spratt         | BikeExchange | s.t.     |